# LGA 2011

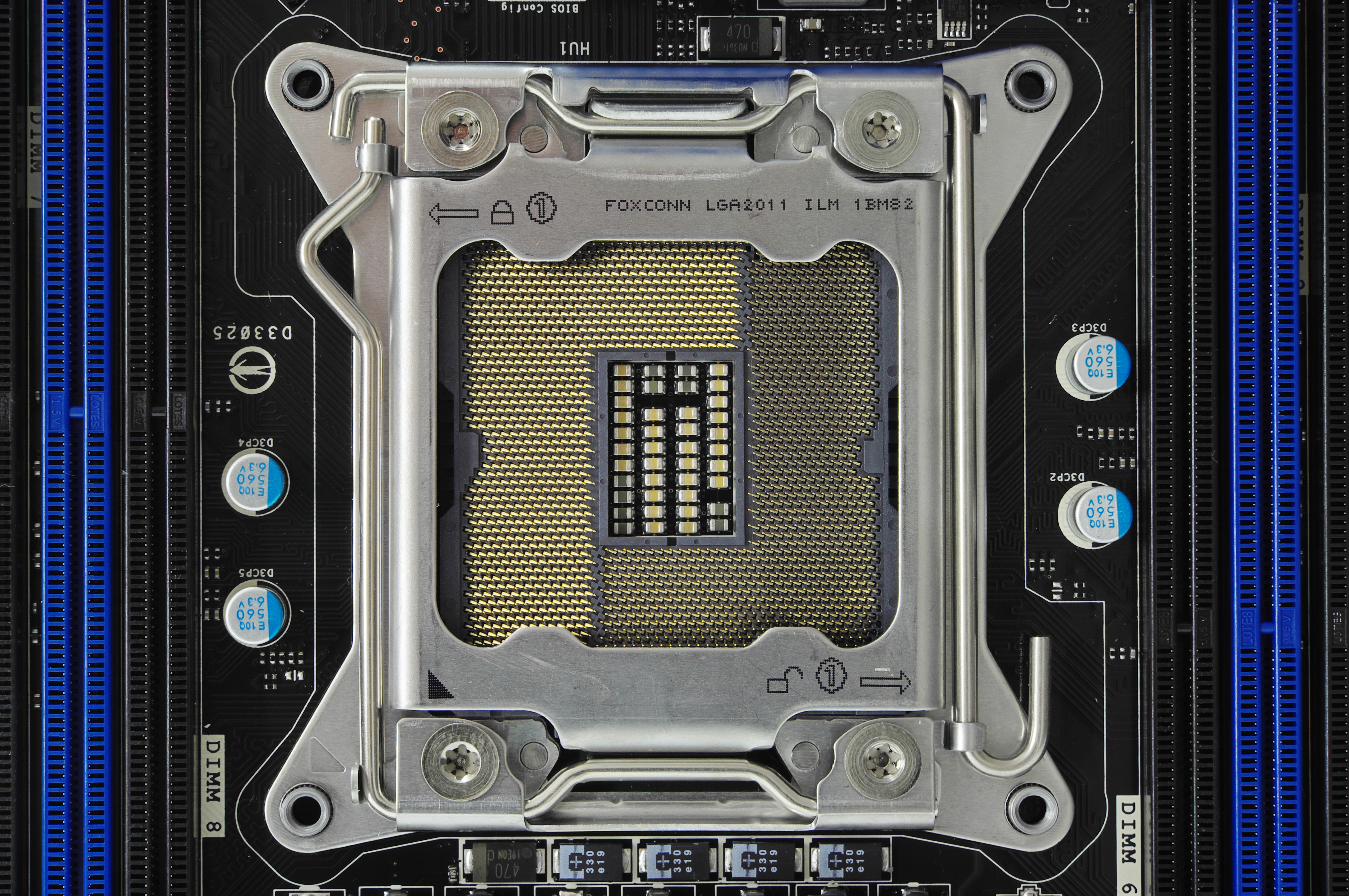
LGA 2011

LGA 2011, även känd som Socket R är en processorsockel för Intel-processorer. Sockeln ersatte LGA 1366 och LGA 1567 som Intels entusiast och server plattform. Sockeln har tre olika, inkompatibla versioner. LGA 2011, för Sandy Bridge-E/EP och Ivy Bridge-E/EP, LGA 2011-1 (Ersatte LGA 1567 som "HIgh-end" serversockel) för Ivy Bridge-EX (Xeon E7 v2) och Haswell-EX (Xeon E7 v3) och LGA 2011-v3, för Haswell-E/EP.